# Spomenik Neznanom junaku
Spomenik Neznanom junaku je monumentalni mauzolej na vrhu (511 m) brda Avale na jugoistoku Beograda, u općini Voždovcu. Graditelj spomenika je hrvatski kipar Ivan Meštrović, u suradnji s arhitektom Haroldom Bilinićem. Spomenik se nalazi na visini od 511 metara nadmorske visine i predstavlja vidikovac na Beograd. Do spomenika vode monumentalno stubište. Predsjednik Srbije na praznik 15. veljače, na spomeniku odaje počast svim poginulim srpskim vojnicima.

## Povijest
Gradnju spomenika prvi je inicirao jugoslavenski kralj Aleksandar I. Karađorđević i trebao je biti posvećen u spomen svim žrtvama Prvog svjetskog rata, ali godine upisane u spomenik (1912. – 1918.) pokazuju da spomenik nije posvećen samo žrtvama Prvog svjetskog rata, nego i žrtvama Balkanskih ratova 1912. i 1913. godine.
Spomenik je izgrađen u razdoblju između 1934. i 1938. godine na mjestu srednjovjekovne tvrđave Žrnova. Za gradnju je iskorišteno 8000 kubika crnog granita iz Jablanice, u Bosni i Hercegovini. Građevina je projektirana u neoklasičnom stilu i ima oblik grčkog hrama, a kao inspiracije Meštroviću za avalski mauzolej poslužila je grobnica perzijskom kralju Kiru Velikom iz Pasargada. Grob leži na pet uspravnih blokova granita i okružen je karijatidama koje drže krov. Karijatide na spomeniku simboliziraju majke poginulih vojnika, ali i narode i regije, koje su sačinjavale, ondašnju, Kraljevinu Jugoslaviju: Šumadinka, Panonka-Vojvođanka, Kosovka, Dalmatinka, Zagorka, Slovenka i Makedonka.

## Vanjske poveznice
- Poznati spomenici u Beogradu  Arhivirana inačica izvorne stranice od 4. ožujka 2016. (Wayback Machine) (srp.)
- [neaktivna poveznica] (srp.)